# トリニダード公国
トリニダード公国（トリニダードこうこく、英語:Principado de Trinidad）は、1893年から1895年までマルティン・ヴァス諸島（現・ブラジル領）に存在した自称君主制未承認国家。

## 概要
面積は10.4㎢。首都などは定められておらず、唯一トリニダード公国騎士団という騎士団が存在していて、人口を増加させる作戦も存在していたが、挫折し人口は0人になっている。

## 歴史
1893年にジェームズ・ハーデン＝ヒッキーがフランスから追放され、チベットに向かっている途中に誰も領有権を主張していないトリニダード島を発見した。
ジェームズ・ハーデン＝ヒッキーはこの島をトリニダード公国として独立宣言し、自分はトリニダード公国の大公1世とした。トリニダード公国独自の切手を発行し、観光者用の船を用意した。宝石職人に派手な王冠を作らせ、ニューヨークに大使館を設立した。トリニダード公国騎士団という騎士団を設立し、アメリカ合衆国にトリニダード公国を承認するように主張した。
しかしイギリスが海底ケーブルの中継地点としてトリニダード公国の領有を主張すると、ジェームズ・ハーデン＝ヒッキーは亡命し、結果的にブラジルが、1502年にポルトガルの宣教師が入植しようとしたことに基づいて領有権を主張し、トリニダード島はエスピリトサント州の一部分になってトリニダード公国は消滅した。